# استپی قفقازی
استپی قفقازی (نام علمی: Stipa caucasica) نام یک گونه از سرده استپی است. سرده استپی در ایران در حدود ۲۰ گونه گیاه گندمی چندساله و یکساله دارد.